# Abdullah Bukvica
Abdullah-beg (ili samo Abdulah) Bukvica (Rogatica, 1881. – Brčko, 6. listopada 1969.) bio je bosanskohercegovački liječnik i političar bošnjačkog podrijetla. Bio je prvi liječnik u Brčkom i osoba koja je bila jedna od prvih osoba iz Bosne i Hercegovine koja je diplomirala na Medicinskom fakultetu u Beču 1906. godine.

## Životopis
Abdullah Bukvica rođen 1881. u Rogatici od oca Ahmet-bega i majke Azemine. Početnu vjersku obuku učio je pred Salih ef. Dobračom i završio osnovnu školu u rodnom mjestu, gimnaziju u  Sarajevu 1902., Medicinski fakultet u Beču, gdje je promoviran za liječnika cjelokupne medicine 1908. godine. Od 1908. do 1910. godine bio je na praksi u Zemaljskoj bolnici u Sarajevu, a zatim postavljen za gradskog liječnika i upravnika bolnice u Brčkom. U isto doba povjereno mu je istraživanje i pregled bolesnika od  sifilisa u više sela ispod Majevice u nekadašnjem brčanskom okrugu, jer je u tim selima sifilis harao gotovo epidemično.
Abdullah Bukvica je istodobno djelovao na kulturno prosvjetnom podizanju bošnjačkog naroda preporučujući gradnju škola i slanje omladine na izučavanje znanosti i zanate. Bio je osnivač muslimanskog kulturno-prosvjetnog društva Gajret i Islahijjet. Jedan period je bio tajnik Islahijjeta, a 1922. godine izabran za predsjednika istog društva i do maksimuma se zalagao u radu oko napretka Islahijjeta. Održavao je često predavanja iz higijene i oblasti kulture. Pomagao je organizaciju opismenjavanja i odražavanja analfabetskih tečajeva. Često je odlazio na sela, održavao predavanja i propagirao seoske zadruge. Pod njegovim utjecajem društvo Islahijjet se znatno proširuje i već 1925. godine osniva se Islahijetov dom. 
Vrijeme Prvog svjetskog rata Abdullah Bukvica je proveo u vojsci i godine 1916. teško je obolio od pjegavca. Tada je potpuno izgubio sluh, ali je i dalje radio kao liječnik i kao javni, društveni i kulturni radnik. Njegov je rad bio plodan između dva svjetska rata. Osnovao je društvo protiv prosjačenja 1924. godine i uredio jednu općinsku zgradu s dvije prostorije za smještaj gradskih beskućnika nemoćnih za zaradu. Za mušku sobu s 12, a za žensku s deset kreveta. Uređena je i kuhinja s potrebnom poslugom. Dom je bio pod upravom bolnice i gradskog poglavarstva, sve do poslije  Drugog svjetskog rata. Godine 1923. osnovana je njegovom inicijativom općinska zadruga činovnika i službenika za uzajamno pomaganje i djelovala je sve do kraja Drugog svjetskog rata. Predsjednik te zadruge bio je Abdullah Bukvica. Od 1924. godine do završetka Drugog svjetskog rata bio je predsjednik podružnice Crvenog križa u Brčkom.
Od godine 1927. do 1945. bio je član vakufskog sabora za Bosnu i Hercegovinu u Sarajevu. Kad je izbio Drugi svjetski rat 1941. godine u lipnju došlo je u Brčko 80-ero djece izbjeglica iz ratom opustošenih krajeva istočne Bosne. Abdullah Bukvica je posvetio punu pažnju i rad oko smještaja i opskrbe te djece. Nagovarao je da imućniji građani posvoje po jedno siroče, ali je u tom imao imao uspjeha. On je sam prisvojio dvije djevojčice školovao ih i osposobio za život. 
Poslije umirovljavanja Abdullah Bukvica je cjelokupni bogati pribor vlastite ambulante besplatno poklonio mjesnoj ambulanti u Gornjem Rahiću. Bukvica je objavljivao tekstove u novinama. Najčešće je pisao o higijene u raznim časopisima kao što su: Novi Behar, Kalendar Narodne uzdanice, Glasnik VIS-a.
Dana 6. listopada 1967. godine Abdullah Bukvica je umro u Brčkom. Sljedećeg je dana pokopan. Pokop je predvodio reis-ul-ulema IVZ u SFRJ Sulejman ef. Kemura, koji je nakon pokopa posjetio kuću žalosti izrazivši prisutnoj rodbini sućut u svoje ime i u ime Islamske zajednice u SFRJ.

## Vanjske poveznice
- Dr. Abdullah-beg Bukvica